# Cadences obstinées
Pour plus de détails, voir Fiche technique et Distribution.
Cadences obstinées est un film dramatique franco-portugais réalisé par Fanny Ardant et sorti en 2013.

## Fiche technique
- Titre : Cadences obstinées
- Réalisation : Fanny Ardant
- Scénario : Fanny Ardant
- Musique : Jean-Michel Bernard
- Photographie : André Szankowski
- Montage : Julia Gregory
- Producteur : Paulo Branco
- Production : Alfama Films
- Distribution : Alfama Films
- Pays d'origine :  France |  Portugal
- Genre : drame
- Durée : 101 minutes
- Dates de sortie :
  -  Portugal : 17 novembre 2013 (Festival du film d'Estoril)
  -  France : 8 janvier 2014

## Distribution
- Asia Argento : Margo
- Franco Nero : Carmine
- Gérard Depardieu : Père Villedieu
- Nuno Lopes : Furio
- Tudor Istodor : Gabriel
- Ricardo Pereira
- Johan Leysen : Wladimir
- Mika : Lucio
- André Gomes : le commanditaire
- Laura Soveral : Mère Carmine